# Валансьен, Пьер-Анри де
Пьер-Анри́ де Валансье́н (фр. Pierre-Henri de Valenciennes; 6 декабря 1750 года, Тулуза — 16 февраля 1819 года, Париж) — французский живописец-пейзажист. романист.

## Биография
Родился в 1750 году в Тулузе. Учился живописи вначале в Тулузе, затем в Париже у Клода Верне и Габриэля Франсуа Дуайена. Для продолжения художественного образования отправился в Италию, в Рим.
По возвращении из Италии, где он изучал творчество Пуссена и Лоррена, Валансьен открыл в Париже школу пейзажной живописи, из которой вышли многие пейзажисты того времени.
В 1789 году Валансьен стал членом Королевской академии живописи и скульптуры. В том же году его работы впервые экспонировались в Парижском салоне, где в 1805 году он получил первую золотую медаль.
Пейзажи Валансьена часто статичны; нарочито правильная, обобщённо-идеализированная природа, зачастую дополнена сооружениями римской эпохи. Фигуры в античных одеждах составляют стаффаж. Нередко встречаются и целые жанровые сцены, которые, однако, обычно не доминируют над пейзажем и, фактически, также играют роль стаффажа. В некоторых пейзажах Валаньсена изображена взбунтовавшаяся природа: ураганы или землетрясения; однако и здесь художник идеализирует картину, добавляет к ней античный компонент или живописные руины.
Как художник, Валансьен имел многих последователей: почти все пейзажисты времен Первой империи были его учениками или же находились под его влиянием. Среди его учеников были Жан-Виктор Бертен, Ашиль-Этна Мишальон и Луи-Франсуа Лежен.
В 1800 году издал сочинение «Traité de perspective et de l’art du paysage».
Скончался 16 февраля 1819 года и был  похоронен на парижском кладбище Пер-Лашез.

## Галерея
- Извержение Везувия.
- Смерч над озером.
- Каприччио в древнеримском стиле с финишем марафонского забега.
- Античный пейзаж с фигурами и скульптурой.
- Античный пейзаж с фигурами у фонтана.
- Лесной пейзаж с нимфами и сатирами.
- Аркадийский  пейзаж, 1794, холст, масло, 58х43 см, частная коллекция (Россия).